# Иран на зимних Олимпийских играх 1956
Иран принимал участие в Зимних Олимпийских играх 1956 года в Кортина-д’Ампеццо (Италия) в первый раз за свою историю, но не завоевал ни одной медали.

## Состав сборной
Трое спортсменов (все — мужчины) соревновались в горнолыжном спорте.

## Результаты
Соревнования прошли с 27 января по 3 февраля в районе горы Тофана, за исключением соревнований по гигантскому слалому среди мужчин, проходивших на горе Фалория. Данные соревнования одновременно считались соревнованиями 14 чемпионата мира по горнолыжному спорту.
Лучший результат сборной принёс Махмуд Бейглу, занявший 39 место в скоростном спуске. 
| Спортсмен     | Соревнование      | 1 спуск           | 2 спуск           | Итог              | Место             |
| ------------- | ----------------- | ----------------- | ----------------- | ----------------- | ----------------- |
| Беник Амирьян | Слалом            | дисквалифицирован | —                 | —                 | —                 |
| Беник Амирьян | Гигантский слалом | дисквалифицирован | дисквалифицирован | дисквалифицирован | дисквалифицирован |
| Беник Амирьян | Скоростной спуск  | 5:02.7            | 5:02.7            | 5:02.7            | 44                |
| Реза Базарган | Слалом            | дисквалифицирован | —                 | —                 | —                 |
| Реза Базарган | Гигантский слалом | 4:15.0            | 4:15.0            | 4:15.0            | 75                |
| Реза Базарган | Скоростной спуск  | дисквалифицирован | дисквалифицирован | дисквалифицирован | дисквалифицирован |
| Махмуд Бейглу | Слалом            | 2:56.7            | 2:54.6            | 5:51.3            | 55                |
| Махмуд Бейглу | Гигантский слалом | 4:43.9            | 4:43.9            | 4:43.9            | 82                |
| Махмуд Бейглу | Скоростной спуск  | 4:22.0            | 4:22.0            | 4:22.0            | 39                |